# Jahrbuch für Antike und Christentum
Das Jahrbuch für Antike und Christentum (JbAC) ist ein 1958 von Theodor Klauser, Eduard Stommel und Alfred Stuiber begründetes wissenschaftliches Periodikum, das die Erarbeitung des Reallexikons für Antike und Christentum begleitet und mit eigenständigen Aufsätzen sowie Rezensionen dessen Artikel ergänzt, vertieft und vorbereitet. Es wird im Franz Joseph Dölger-Institut der Universität Bonn herausgegeben und erscheint im Aschendorff Verlag, Münster.

## Ausgaben
Bis 2019 sind 62 Bände des Jahrbuchs für Antike und Christentum erschienen. Daneben gibt es zahlreiche Ergänzungsbände mit Monographien und Aufsatzsammlungen (Festschriften), welche als Ergänzungsbände (bis 2020 41 Bände) sowie in der Kleinen Reihe der Ergänzungsbände (bis 2020 16 Bände) publiziert werden.
Die Beiträge erscheinen in deutscher, englischer, französischer, italienischer oder spanischer Sprache und werden seit 2018 peer-reviewed.

## Begründer und Herausgeber

### Begründer
- Theodor Klauser (1894–1984)
- Eduard Stommel (1910–1958)
- Alfred Stuiber (1912–1981)

### Aktuelle Herausgeber
- Christian Hornung, seit 2018
- Sible de Blaauw, seit 2004
- Winrich Löhr, seit 2001
- Sebastian Schmidt-Hofner, seit 2019

### Ehemalige Herausgeber
- Ernst Dassmann, 1973–2001
- Josef Engemann, 1984–2006
- Therese Fuhrer, 2001–2013
- Alfred Hermann, 1959–1967
- Theodor Klauser, 1958–1984
- Georg Schöllgen, 2001–2018
- Eduard Stommel, 1958
- Alfred Stuiber, 1958–1981
- Klaus Thraede, 1968–2004